# Monaco a 2000. évi nyári olimpiai játékokon
Monaco az ausztráliai Sydneyben megrendezett 2000. évi nyári olimpiai játékok egyik részt vevő nemzete volt. Az országot az olimpián 4 sportágban 4 sportoló képviselte, akik érmet nem szereztek.

## Cselgáncs
Férfi
| Versenyző        | Versenyszám | Selejtező                      | 32-es főtábla     | Nyolcaddöntő      | Negyeddöntő       | Elődöntő          | Vigaszág első kör                 | Vigaszág negyeddöntő | Vigaszág elődöntő | Bronz- mérkőzés   | Döntő             | Helyezés |
| Versenyző        | Versenyszám | Ellenfél Eredmény              | Ellenfél Eredmény | Ellenfél Eredmény | Ellenfél Eredmény | Ellenfél Eredmény | Ellenfél Eredmény                 | Ellenfél Eredmény    | Ellenfél Eredmény | Ellenfél Eredmény | Ellenfél Eredmény | Helyezés |
| ---------------- | ----------- | ------------------------------ | ----------------- | ----------------- | ----------------- | ----------------- | --------------------------------- | -------------------- | ----------------- | ----------------- | ----------------- | -------- |
| Thierry Vatrican | Váltósúly   | Nuno Delgado (POR) · 0000-1000 | kiesett           | kiesett           | kiesett           | kiesett           | Francesco Lepre (ITA) · 0010-1102 | kiesett              | kiesett           | kiesett           |                   | 17.      |

## Sportlövészet
Női
| Versenyző              | Versenyszám | Selejtező | Selejtező | Döntő   | Döntő    |
| Versenyző              | Versenyszám | Pont      | Helyezés  | Pont    | Helyezés |
| ---------------------- | ----------- | --------- | --------- | ------- | -------- |
| Fabienne Diato-Pasetti | Légpuska    | 387       | 41.*      | kiesett | kiesett  |

* - egy másik versenyzővel azonos eredményt ért el

## Taekwondo
Férfi
| Versenyző          | Versenyszám | Selejtező         | Negyeddöntő               | Elődöntő          | Vigaszág negyeddöntő | Vigaszág elődöntő | Bronz- mérkőzés   | Döntő             | Helyezés |
| Versenyző          | Versenyszám | Ellenfél Eredmény | Ellenfél Eredmény         | Ellenfél Eredmény | Ellenfél Eredmény    | Ellenfél Eredmény | Ellenfél Eredmény | Ellenfél Eredmény | Helyezés |
| ------------------ | ----------- | ----------------- | ------------------------- | ----------------- | -------------------- | ----------------- | ----------------- | ----------------- | -------- |
| Olivier Bernasconi | Pehelysúly  |                   | Aziz Acharki (GER) · 1-15 | kiesett           |                      |                   |                   |                   | 9.       |

## Úszás
Férfi
| Versenyző     | Versenyszám | Előfutam | Előfutam | Előfutam | Elődöntő | Elődöntő | Elődöntő | Döntő   | Döntő    |
| Versenyző     | Versenyszám | Idő      | Hely.    | Össz.    | Idő      | Hely.    | Össz.    | Idő     | Helyezés |
| ------------- | ----------- | -------- | -------- | -------- | -------- | -------- | -------- | ------- | -------- |
| Sylvain Fauré | 100 m mell  | 1:05,51  | 2.       | 51.      | kiesett  | kiesett  | kiesett  | kiesett | kiesett  |